# Indigo Falls
Indigo Falls is het enige studioalbum van de gelijknamige “band” van Richard Barbieri en zijn echtgenote Suzanne J. Barbieri.

## Inleiding
Richard Barbieri was ten tijde van de opnamen vooral nog bekend van Japan. Maar hij was ook toen de man achter de elektronische klanken van band in opkomst Porcupine Tree. Nadat Japan was opgeheven bleven de musici met elkaar muziek maken en dan onder eigen naam. De eerste plaat op dat gebied van Barbieri werd uitgebracht onder een groepsnaam, die daarna niet meer gebruikt zou worden. Ook gezamenlijke opnamen door echtpaar Barbieri zouden niet meer in die mate plaatsvinden dat er een album aan gewijd kon worden, wel zijn ze dikwijls nog samen te horen op andermans werk. Opnamen vonden plaats in drie verschillende geluidsstudio's in het Verenigd Koninkrijk (Orange Asylum, Studiofobia en Silesia Sound). De stemmige liederen worden begeleid door dito muziek.

## Musici
- Suzanne Barbieri – zang
- Richard Barbieri – alle muziekinstrumenten

Behalve
- Jakko Jakszyk – gitaar (tracks 1, 2, 6)
- Steve Jansen – programmeerwerk drummachine (ex-Japan)
- Theo Travis – sopraansaxofoon (4,7)
- Steven Wilson – gitaar (5) (Procupine Tree)
- Mick Karn – basgitaar (3) (ex-Japan)

## Muziek
| Nr. | Titel                                                     | Duur |
| --- | --------------------------------------------------------- | ---- |
| 1.  | Only forward (Barbieri, Barbieri, Michael Marshall Smith) | 7;07 |
| 2.  | World’s end (Barbieri, Barbieri)                          | 8:05 |
| 3.  | Feed the fire (Barbieri, Barbieri)                        | 4:40 |
| 4.  | Falling into years (Barbieri, Barbieri)                   | 7:08 |
| 5.  | The wilderness (Barbieri, Barbieri)                       | 4:45 |
| 6.  | Towards the light (Barbieri, Barbieri)                    | 5:14 |
| 7.  | Sky fall (Barbieri, Barbieri)                             | 3:20 |

Achteraf moesten beide Barbieris constateren dat de manier van werken tijdens de opnamen niet optimaal was. Hij had via de ADAT wat ideeën klaar, waar Suzanne dan mee aan de slag ging. Het leidde bij beiden tot frustratie. Bij interviews in 2017 en 2021 gaf hij ook aan dat er destijds veel meer muziek geschikt was voor de persing, maar dat dat om onbekende reden niet is gebeurd. Andere nummers zouden bij een nieuwe keus afgevallen zijn. Voorts bleek haar rol door de muziekpers constant onderschat te worden.